# Янчище
 Тази статия е за селото в Северна Македония.  За селото в Гърция, чието гръцко име е Агиос Георгиос, вижте Янчища.  За селото в Косово вижте Янчище (община Ораховац).
Янчище или Янчища (на македонска литературна норма: Јанчиште; на албански: Jançishti, Янчищи) е село в Северна Македония, в община Йегуновце.

## География
Селото е разположено в областта Долни Полог на левия бряг на река Вардар.

## История

### Етимология
Според академик Иван Дуриданов името е първоначален патроним на -ишти < -itji  от личното име Янко, хипокористикон от Яне от Йоан.

### В Османската империя
В обобщен списък на джизието на немюсюлманите от вилаета Калканделен от 18 юли 1628 година Янчище е отбелязано като село с 6 ханета (домакинства).
В края на XIX век Янчища е българско село в Тетовска каза на Османската империя. Според статистиката на Васил Кънчов („Македония. Етнография и статистика“) в 1900 година Егуновци има 145 жители българи християни.
В началото на ХХ век цялото село, включително и къщите, е чифлик, собственост на мюсюлмански земевладелци. Михаил Арнаудов пише, че 8 къщи са на Мехмед паша от Тетово, 3 - на Хаджи Рашид паша от Цариград, 3 - на Реджеп паша и синовете му в Тетово, 4 - на Есад паша от Желино, 2 - на Асан паша от Гостивар, 3 - на Руфат ага от Тетово.
По данни на секретаря на Българската екзархия Димитър Мишев („La Macédoine et sa Population Chrétienne“) в 1905 година всичките 208 християнски жители на Янчища са българи екзархисти.
При избухването на Балканската война в 1912 година 5 души от селото са доброволци в Македоно-одринското опълчение.

### В Сърбия, Югославия и Северна Македония
След Междусъюзническата война в 1913 година селото попада в Сърбия.
Според Афанасий Селишчев в 1929 година Янчище е село в Шемшевска община и има 40 къщи с 424 жители българи.
Според преброяването от 2002 година Янчище има 587 жители.
| Националност | Всичко |
| македонци    | 544    |
| албанци      | 0      |
| турци        | 0      |
| роми         | 0      |
| власи        | 0      |
| сърби        | 43     |
| бошняци      | 0      |
| други        | 0      |

## Личности
Родени в Янчище
- Тодор Василев, македоно-одрински опълченец, 4 рота на 9 велешка дружина, носител на орден „За храброст“ IV степен[9]
- Спас Йосифов, македоно-одрински опълченец, нестроева рота на 1 дебърска дружина[10]
- Бюмбюл Савев, македоно-одрински опълченец, 3 рота на 9 велешка дружина[11]
- Симеон (Силян) Стефанов, македоно-одрински опълченец, 4 рота на 9 велешка дружина[12]
- Христо Теофилов, македоно-одрински опълченец, 4 рота на 9 велешка дружина[13]